# Tuarabu
Tuarabu est un petit village situé sur l’atoll d’Abaiang, dans les îles Gilbert, un archipel qui appartient à la république des Kiribati.

## Situation
Tuarabu se trouve sur l'atoll d'Abaiang  qui est le quatrième atoll (sur les seize) le plus au nord de l'archipel des Gilbert, situé dans l'ouest de l'océan Pacifique Sud, dans l'ensemble géographique appelé Micronésie. Le lagon fait 25,7 km de long (sur 8 de large) et fournit un mouillage abrité sur une superficie de 230 km2.

## Population
Le village est peuplé de 556 habitants en 2015. C'est le village le plus peuplé de l'atoll devant Nuotaea.